# Гуцу, Валентин Ефимович
Валентин Ефимович Гуцу (14 сентября 1942, Хородиште, Бессарабия — 3 сентября 1998, Кишинёв) — советский самбист и дзюдоист, чемпион и призёр чемпионатов СССР по самбо, призёр чемпионата Европы по дзюдо, Заслуженный тренер Молдавии, вице-президент Национального олимпийского комитета Молдавии. Создатель спортивного клуба «Даки».

## Спортивные достижения
- Чемпионат СССР по самбо 1967 года — ;
- Чемпионат СССР по самбо 1970 года — ;
- Летняя Спартакиада народов СССР 1971 года — ;
- Чемпионат СССР по самбо 1972 года — ;
- Чемпионат СССР по самбо 1973 года — .

После окончания спортивной карьеры занялся тренерской работой. В числе его воспитанников — Георгий Кирил.

## Фильмография
В 1969 году снялся в фильме «Десять зим за одно лето» («Молдова-фильм») в роли Иона Чокану.

## Память
В Кишинёве проводится ежегодный турнир памяти Валентина Гуцу. Одна из центральных улиц Кишинёва была названа в его честь. В Молдавии снят документальный фильм, посвящённый Валентину Гуцу. В 2012 году в столице Молдавии был открыт спортивный комплекс имени Гуцу.